# Mạ điện bằng xung tập trung
Mạ điện bằng xung tập trung (L-PED) là một kỹ thuật để in 3D trực tiếp các cấu trúc kim loại vi mô / nano lớp tự do và theo từng lớp ở đầu của một  vòi phun có chứa chất điện li. Phương pháp này tuân theo cùng nguyên tắc lắng đọng kim loại như điện tích truyền thống (mạ điện), tuy nhiên diện tích lắng đọng bị hạn chế bởi kích thước của cầu lỏng (mặt khum) được hình thành giữa đầu vòi phun và chất nền . Ưu điểm độc đáo của quy trình L-PED là khả năng kiểm soát vi cấu trúc không gian của kim loại in trong hình học 3D bằng cách điều chỉnh các thông số lắng đọng (mật độ dòng điện, thời gian, thời gian tắt, vv). Phương pháp này có thể được sử dụng trong các ứng dụng khác nhau trong công nghệ nano, đặc biệt là cho các thiết bị điện tử và cảm biến 3 chiều.

## Quá trình in 3D
Một vòi phun với đầu cỡ vài micron đến nhỏ hơn  micron chứa chất điện phân của kim loại quan tâm, hoạt động như đầu công cụ in. Khi vòi phun tiếp cận chất nền, lớp khum được hình thành ở đầu vòi phun, và có chức năng như một bồn mạ điện bên trong. Một cấu hình hai điện cực được sử dụng cho quy trình L-PED, bao gồm một điện cực làm việc (chất nền) và một điện cực ngược (một dây kim loại được đưa vào trong một ống hút vi thể). Các ion kim loại được giảm ở mặt trước tăng trưởng trong vùng khum và lắng đọng ở bề mặt bằng cách ứng dụng một điện thế xung thích hợp giữa các điện cực. Chuyển động chính xác và được kiểm soát của vị trí tương đối của vòi phun và chất nền dẫn đến việc in các vật thể kim loại 3D tinh khiết như mong muốn.

## Bối cảnh lịch sử
Mạ điện cục bộ được báo cáo lần đầu tiên bởi một nhóm tại Đại học Illinois tại Urbana-Champaign năm 2006 , và được sử dụng để chế tạo mối liên kết và dây nối mật độ cao và chất lượng cao . Một nhóm nghiên cứu tại Đại học Texas ở Dallas đã nghiên cứu quá trình này hơn nữa và xác định rằng thông qua việc áp dụng điện áp xung, các kim loại có cấu trúc nano có thể được in 3D. Họ đã chứng minh quy trình môi trường xung quanh L-PED để in trực tiếp các cấu trúc nano của đồng có kích thước nano tự do 3D lần đầu tiên .